# 乙酸钙
乙酸钙是钙的乙酸盐，分子式为Ca(C2H3O2)2。乙酸钙的常用名是醋酸钙。无水乙酸钙的吸湿性非常好，因此常见的乙酸钙都以一水合（Ca(CH3COO)2.H2O，CAS [5743-26-0]）的形式存在。
如果在饱和乙酸钙溶液中加入醇的话，会生成一种半固态、可燃的胶体，很某些像罐装燃料产品，例如Sterno。 “加利福尼亚雪球”其实就是将乙酸钙和乙醇混合。产生的胶体颜色是白色的，堆起来就像雪球一样。
醋酸氯钙石是五水合氯化乙酸钙，它被认为是一种矿物质但往往是因为人类活动而产生的。

## 历史
因为廉价，在发现异丙苯法之前，醋酸钙曾经被用来做为合成丙酮的常用原料。

## 用途
在肾脏疾病中，血液中磷酸浓度可能升高（高磷酸鹽血症）并导致一些关于骨的问题。在日常饮食中可以摄入醋酸钙来与多余的磷酸结合。此方法的副作用是肚子疼。
醋酸钙也是一种食品添加剂，主要用在糖果产品中。

## 生产
CaCO3(s) + 2CH3COOH(aq) → Ca(CH3COO)2(aq) + H2O(l) + CO2(g)
Ca(OH)2(s) + 2CH3COOH(aq) → Ca(CH3COO)2(aq) + 2H2O(l)